# Ficus maxima
Ficus maxima es un árbol de higuerón nativo de México, América Central, el Caribe y América del Sur hasta el sur de Paraguay. Los higuerones pertenecen a la familia Moraceae. El epíteto maxima fue dado por el botánico escocés Phillip Miller  en 1768; el nombre de Miller fue dado a esta especie en la Flora de Jamaica, pero luego se determinó que la descripción de Miller era para la especie conocida como Ficus aurea. Para evitar confusión, Cornelis Berg propuso que el nombre debería ser conservado para esta especie. La propuesta de Berg fue aceptada en 2005.
Árboles de esta especie pueden alcanzar alturas de 30 m. Al igual que otros higuerones tienen un mutualismo con avispas de los higos de la familia Agaonidae. F. maxima es polinizado por Tetrapus americanus y esta especie de avispa solamente se reproduce en sus flores. Los frutos y las hojas son importantes recursos alimenticios para varias especies de pájaros y mamíferos. También es una especie utilizada como medicinal en todo su ámbito de distribución.

## Descripción
Ficus maxima es un árbol entre 5 a 30 m de alto. Las hojas varían en forma desde largas y angostas a elípticas, las dimensiones son 6–24 (cm) (2–9 in) de largo x 2.5-12 cm de ancho. F. maxima es una especie monoica; cada árbol tiene flores masculinas y femeninas. Los higos son solitarios y son 1 a 2 cm en diámetro (algunas veces hasta 2.5 cm).

## Nombres comunes
- Higuerote, Jagüey hembra de Cuba, Jagüey macho de Cuba.[5]